# José da Costa Nunes
Dom José da Costa Nunes (15 maart 1880 – 29 november 1976) was een Portugees kardinaal-priester.

## Biografie
Nunes werd geboren in een dorp op de Azoren in 1880. In 1903 werd hij tot priester gewijd. In datzelfde jaar was hij vertrokken op missie naar Macau. In 1906 werd hij benoemd tot Vicaris-generaal van Macau en Timor. In 1917 werd hij Diocesaan administrator van Macau. In 1920 werd hij geïnstalleerd als bisschop door paus Benedictus XV. Na 20 jaar Macau, werd hij in 1940 patriarch van Oost-Indië. In 1962 volgde zijn installatie tot kardinaal door Johannes XXIII. 
Nunes was een deelnemer aan het Tweede Vaticaanse Concilie. Hij nam ook deel aan het conclaaf van 1963. 
Met het overlijden van Paolo Giobbe in 1972 werd hij de oudst nog levende kardinaal. In 1976 overleed Nunes op 96-jarige leeftijd. Hij werd oorspronkelijk begraven op de begraafplaats van Verano. Later werd zijn lichaam overgebracht naar zijn geboorteplaats op de Azoren.
- Bibliothèque nationale de France: cb17728231h (data)
- Gemeinsame Normdatei: 1147245150
- International Standard Name Identifier: 0000 0000 6722 283X
- Library of Congress Control Number: n82124561
- SNAC: w6x99v93
- Virtual International Authority File: 16120997
- WorldCat: E39PBJwCV6Cy7R4F79T6M4bjmd